# Muzeum Pożarnictwa w Przodkowie
Muzeum Pożarnictwa im. Leona Deyka w Przodkowie – muzeum z siedzibą we wsi Przodkowo (powiat kartuski). Placówka jest prowadzona przez tutejszą Ochotniczą Straż Pożarną.
Muzeum powstało w 1994 roku z inicjatywy miejscowego komendanta OSP Leona Deyka, a jego siedzibą są pomieszczenia remizy strażackiej. W latach 2010–2014 miała miejsce rozbudowa budynku, dzięki czemu placówka uzyskała nowe powierzchnie wystawowe. W otwarciu nowego obiektu brał udział m.in. gen. Wiesław Leśniakiewicz - komendant główny Państwowej Straży Pożarnej. W  1 rocznicę śmierci druha Leona Deyka, w dniu 1 września  2016 roku Muzeum Pożarnictwa w Przodkowie otrzymało jego imię. Oprócz remizy i muzeum w budynku mieści się Centrum Edukacji Ratownictwa i Gminny Ośrodek Pomocy Społecznej.
W placówce prezentowane są eksponaty związane z historią straży pożarnej w Przodkowie. Wśród zbiorów znajdują się m.in. wozy strażackie na bazie samochodów: Scania, Star 25 oraz Żuk, sikawki konne i ręczne, motopompy, wyposażenie i ubiory strażackie, sztandary, zdjęcia i dokumenty. Część eksponatów trafiła do muzeum z zagranicy: ze Szwajcarii oraz z ZSRR i NRD.
Zwiedzanie muzeum odbywa się w uzgodnieniu z kustoszem.